# Hannes Pichler (Physiker)
Hannes Pichler (* 1986 in Brixen) ist ein italienisch-österreichischer Physiker. Seit 2020 ist er Professor für Theoretische Physik an der Universität Innsbruck.

## Leben
Hannes Pichler studierte  Physik an der Universität Innsbruck, wo er  in der Arbeitsgruppe von Peter Zoller promovierte. Ab 2016 war er ITAMP Postdoctoral Fellow an der Harvard University und ab 2019 Gordon und Betty Moore Postdoctoral Fellow am California Institute of Technology. 2020 wurde er an der Universität Innsbruck Professor für Theoretische Physik mit Schwerpunkt Quantenoptik und Arbeitsgruppenleiter am Institut für Quantenoptik und Quanteninformation (IQOQI) in Innsbruck.
2022 erhielt er einen ERC Starting Grant des Europäischen Forschungsrats für seine theoretische Forschung zu Quanten-Vielteilchenphysik und Quanteninformationsverarbeitung. Für 2023 wurde ihm der New Horizons in Physics Prize „für die Entwicklung von optischen Fallen für neutrale Atome und deren Anwendung in Quanteninformationsverarbeitung, Metrologie und Molekülphysik“ zuerkannt.
2023 wurde er in der Liste der Highly Cited Researchers im Bereich Physik aufgeführt.

## Auszeichnungen
- 2022: Starting Grant des Europäischen Forschungsrats (ERC)[1]
- 2023: New Horizons in Physics Prize[5][8]
- 2023: Hans-und-Walter-Thirring-Preis der Österreichischen Akademie der Wissenschaften[9][10]
- 2023: Mitglied der Jungen Akademie der Österreichischen Akademie der Wissenschaften[11]
- 2024: Forschungspreis der Stiftung Südtiroler Sparkasse[12][13]
- 2024: Lieben-Preis der Österreichischen Akademie der Wissenschaften[14][15]